# Donald Brooks
Donald Brooks (* 9. Januar 1928 in New Haven, Connecticut; † 1. August 2005 in Stony Brook, New York, eigentlich Donald Marc Blumberg) war ein US-amerikanischer Modedesigner. Er war damit sehr erfolgreich, seine wahre Leidenschaft war aber die Arbeit für das Theater und den Film, für beide designte er mehr als 3.500 Kleider. Dafür erhielt er unter anderem einen Emmy und zahlreiche weitere Preise. Für den Oscar war er dreifach nominiert und einmal für den Tony Award.

## Leben
Donald Brooks wuchs on New Haven Connecticut auf und studierte zunächst an der Syracuse University. Er wechselte dann an die Yale University, wo er beschloss Modedesigner zu werden. Er studierte dann Design am Fashion Institute of Technology in New York und an der Parsons The New School for Design. Er begann als Fensterdekorateur eines Geschäfts der Kette Lord & Taylor. Dort erregte er die Aufmerksamkeit von Dorothy Shaver, die es ihm ermöglichte, eine neue Modelinie zu designen.
Bis Mitte der 1960er wurde Brooks zu einem der drei großen Modenamen. Die New York Times bezeichnete ihn zusammen mit Bill Blass und Geoffrey Beene als „the three B's of fashion“. Sein erstes eigenes Geschäft eröffnete er 1963.
Neben seinem erfolgreichen Modegeschäft arbeitete Brooks an zahlreichen Broadway-Aufführungen mit, darunter Promises, Promises, No Strings und Barfuß im Park. Für die Kostüme der Filme Der Kardinal (1963), Star! (1968) und Darling Lili (1970) wurde er für den Oscar nominiert. Einen Emmy erhielt er 1982 für Der verhängnisvolle Brief (1982). Zu seinen weiteren Auszeichnungen gehören der New York Drama Critics Award, drei Coty Awards und die Parsons’ Medal of Distinction.
Brooks verstarb 2005 an einem Herzinfarkt in einem Krankenhaus in Stony Brook, New York.